# Західне крило (телесеріал)
«Західне крило» (англ. The West Wing) — американський телесеріал, створений Аароном Соркіним, прем'єра відбулася на телеканалі NBC в 1999—2006 роках. За цей час було знято сім сезонів. У центрі сюжету — робота вигаданої адміністрації президента США від партії демократів Джозайї Бартлета, якого зіграв Мартін Шин.
Зйомками завідувала Warner Bros. Television, яка є правовласником та дистриб'ютором серіалу. Протягом перших чотирьох сезонів виконавчими продюсерами виступали Аарон Соркін, Томас Шламме та Джон Веллс. Після того як Соркін, який написав як сценарист і співавтор 85 епізодів, залишив телешоу, проєкт очолив Веллс.
Ця політична драма була позитивно зустрінута глядачами і критиками, ставши одним із найбільш нагороджуваних телешоу в історії телебачення США. На рахунку знімальної групи та акторів «Західного крила» — два «Золоті глобуси» та 26 премій «Еммі», у тому числі в номінації «Найкращий драматичний серіал». Однак згодом серіал почав втрачати своїх шанувальників: якщо перші три сезони переглядали в середньому 17—20 мільйонів глядачів, то надалі рейтинги почали знижуватися, і фінал у телеефірі переглянули лише близько 8 мільйонів.

## Про серіал

### Сюжет

#### Перший сезон
Розповідь хронологічно починається із середини 1999 року. Справи у нової президентської адміністрації йдуть зі змінним успіхом: сам президент США Джед Бартлет — надмірно обережний і побоюється вступати у серйозну боротьбу за реформи. Лише під кінець сезону голова адміністрації Лео Макгеррі кидає гасло: «Нехай Бартлет буде Бартлетом», що означає відкритий виклик труднощам і більш рішучі дії федерального уряду. У фінальній серії президентський кортеж потрапляє під обстріл невідомих терористів.

#### Другий сезон
На тлі наслідків замаху йдуть спогади про те, як було зібрано цю команду Білого дому. У конгресі знову перемагають республіканці, що значно ускладнює життя адміністрації президента від демократів. Більшість другої половини сезону присвячена розкриттю інформації про те, що президент хворий на розсіяний склероз, про що він промовчав при обранні. Фінальний сюжет зосереджує увагу глядачів на особистості Бартлета.

#### Третій сезон
Прем'єра відбулася після терактів 11 вересня 2001 року, але в серіалі не стали експлуатувати тему трагедії, випустивши окремо один епізод, присвячений реальним подіям та не пов'язаний із основним сюжетом. Співробітники адміністрації мають справу із суспільною та політичною реакцією на оголошення про хворобу президента. Бартлет та його команда готуються до переобрання. Наприкінці сезону президент віддає наказ про усунення одного з лідерів Кумара — вигаданої нафтовидобувної країни на Середньому Сході — за те, що той виявився ідеологом запланованого теракту вибуху мосту «Золоті ворота», якому вчасно запобігли спецслужбам.

#### Четвертий сезон
Пік виборчої кампанії президента, яка завершилася його повноцінною перемогою. У світі активізується ісламський тероризм. Геноцид у вигаданій африканській країні Екваторіальній Кунду (прототип — Руанда) змушує Бартлета послати туди війська у спробі запобігти різанині. У фіналі сезону викрадають молодшу дочку президента, і він із власної волі, згідно із 25-ю конституційною поправкою, тимчасово усуває себе від виконання посади.

#### П'ятий сезон
Із викраденням удається розібратися, дочка залишається живою. Виникають нові перипетії з республіканським конгресом: протистояння під час ухвалення державного бюджету сягає короткострокового закриття всіх федеральних установ. У фіналі знову на перший план виступає зовнішня політика: цього разу президент намагається врегулювати палестино-ізраїльський конфлікт.

#### Шостий сезон
Задля розв'язання проблеми палестинської автономії Бартлет вирішує надіслати війська для формування буферної нейтральної зони. І це призводить до першої серйозної конфронтації президента зі своїм старим другом і головою його адміністрації Лео Макгеррі, внаслідок чого той отримує інфаркт. Новим головою адміністрації несподівано для багатьох стає Сі Джей Крегг, яка до цього виконувала обов'язки прессекретаря Білого дому. Середина сезону присвячена темі політико-економічних переговорів США з Китаєм та загостренню хвороби президента, у якого на певний час паралізує ноги. Починається нова президентська кампанія, і заступник голови адміністрації Джош Лайман вирішує залишити свою посаду, очоливши передвиборчий штаб молодого норовливого конгресмена, латиноамериканця Мета Сантоса. Їм протистоїть сильний супротивник від імені старого республіканця Арнольда Вініка.

#### Сьомий сезон
Глядачі спромоглися спостерігати розвиток виборчої президентської кампанії від її початку до кінця. Частина епізодів була присвячена гонці за голоси виборців між кандидатами, інша частина повертала увагу до поточних справ Білого дому. Руйнується кар'єра директора з комунікацій Тобі Зіглера, який розкрив ЗМІ секретну інформацію заради порятунку трьох астронавтів. Вигадана урядова криза в Казахстані викликала загострення відносин між Китаєм і Росією, і як наслідок — уведення американських військ. У день виборів умирає Лео. Фінал завершується інавгурацією нового президента Сантоса, який несподівано запрошує свого опонента Вініка обійняти посаду Державного секретаря.
|  | «У США політики зображуються або як макіавелісти, або як клоуни. Я ж дійсно люблю ідеалізувати і романтику, як це було в „Західному крилі“ чи „ Американському президенті ”, і мені подобається переосмислювати ідею патріотизму, — це поняття, на мій погляд, було знеціненим. Не те щоб я був агентом впливу, чи досвідченим політиком, просто як одного разу сказав великий американський злочинець Віллі Саттон на запитання, чому він грабує банки: «Саме там є гроші». Я лише відчуваю, що політична арена підносить дивовижні історії» — Аарон Соркін |

## Історія створення
Серіал мав вийти в ефір восени 1998 року, але через загострення скандалу Клінтон-Левінські керівництво NBC вирішило пересунути прем'єру на наступний телесезон.
Аарон Соркін спочатку планував створити політичну драму про життя старших працівників адміністрації Білого дому, тоді як президент переважно залишався б за кадром, з'являючись зрідка в ролі камео. Тому Мартін Шин був спершу залучений лише на чотири епізоди, з'являючись у пілоті за кілька хвилин до його закінчення. Однак роль Бартлета відразу ж здобула велику увагу з боку преси та глядачів, — відгук був настільки значним, що продюсери серіалу звернулися до Шина з проханням увійти до основного акторського складу.
Більшість епізодів перших чотирьох сезонів була створена особисто Аароном Соркіном, який переінакшив для нового серіалу деякі сюжети та сцени з інших своїх робіт. Наприклад, деякі ідеї та діалоги першого сезону були засновані на напрацюваннях чорнового сценарію фільму «Американський президент». Те саме можна сказати і про перший його серіал — «Ніч спорту», звідки він іноді запозичив сюжетні колізії, назви епізодів та імена персонажів.
Під час напруженої роботи над «Західним крилом» загострилася наркотична залежність Аарона, що спричинило публічний скандал. Керівники Warner Bros. TV почали виявляти невдоволення через затримки, пов'язані з виходом нових сценаріїв і проблемами перевищення бюджету зйомок. Навесні 2003 року Аарон Соркін пішов із проєкту, а разом із ним і його друг, інший виконавчий продюсер та режисер серіалу, Томас Шламме. Офіційна версія їхнього відходу так і не була озвучена. Очолити проєкт погодився третій виконавчий продюсер Джон Веллс, що залишився в цій ролі до завершення серіалу. Від шостого сезону виконавчими продюсерами були додатково призначені режисери Кріс Місіано та Алекс Грейвз.

## Відгуки та критика
Одне з опитувань 2000 року в «Нью-Йорк таймс» показало, що президент Джед Бартлет виграв би близько 75 % голосів виборців, якби був реальною особистістю. Майк Маккаррі, прессекретар Білого дому при адміністрації Білла Клінтона, тоді ж зазначив, що в цьому збірному образі можна побачити окремі яскраві риси характерів таких президентів США, як Джиммі Картера, Річарда Ніксона, того ж Клінтона, і сенатора Тедді Кеннеді.
Після виходу перших епізодів серіалу більшість критиків високо оцінили його якісну драматургію і режисуру, дотепність і різноманітність яскравих складних персонажів. Відразу була помічена і характерна риса «Західного крила» — ідеалізація діяльності вигаданої президентської адміністрації США, яка була представлена в привабливому для глядачів світлі та просувала ідеї лібералізм. Тому були й інші американські критики — переважно праві та консервативно налаштовані, які неодноразово й різко висловлювали невдоволення з цього приводу. Так, один з публіцистів-неоконсерваторів Джон Подгорец (син Нормана Підгорца), оглядач «Нью-Йорк пост», назвав серіал «політичною порнографією для лібералів».
Мовленнєва структура серіалу насичена діалогами, динаміку яких підкреслює в тому числі і особливий сценічний прийом «іду і говорю» («walk-and-talk»), коли герої включаються в розмову на ходу, встигаючи перекинутися репліками відразу з кількома співрозмовниками. У процесі зйомок застосовувалася технологія роботи з камерами — стедикам.
У документальному фільмі про «Західне крило» (Documentary Special), що вийшов у квітні 2002 року, взяли участь колишні президенти США: Джеральд Форд, Джиммі Картер, Білл Клінтон і високопосадовці, які позитивно оцінили серіал за його реалістичність.

## Акторський склад

### Основні актори та персонажі
| Актор           | Роль                                                              |
| --------------- | ----------------------------------------------------------------- |
| Мартін Шин      | президент США Джед (Джозайя) Бартлет                              |
| Стокард Ченнінґ | перша леді Еббі (Абігаль) Бартлет                                 |
| Джон Спенсер    | глава президентської адміністрації Лео Макгеррі                   |
| Бредлі Вітфорд  | заступник глави президентської адміністрації Джош Лайман          |
| Річард Шифф     | директор з комунікацій Тобі Зіглер                                |
| Еллісон Дженні  | прессекретар Білого дому Сі Джей Крегг                            |
| Роб Лоу         | заступник директора з комунікацій Сем Сіборн                      |
| Джошуа Маліна   | заступник директора з комунікацій Вілл Бейлі                      |
| Мері Маккормак  | заступник радника з національної безпеки Кейт Гарпер              |
| Дьюлі Гілл      | особистий помічник президента Чарлі Янг                           |
| Джанель Молоні  | старший помічник заступника голови адміністрації Донна Мосс       |
| Крістін Ченовет | заступник прессекретаря Аннабет Скотт                             |
| Джиммі Смітс    | кандидат у президенти США від партії демократів Мет Сантос        |
| Алан Алда       | кандидат у президенти США від партії республіканців Арнольд Вінік |
| Мойра Келлі     | радник зі ЗМІ Менді Гемтон                                        |

У серіалі задіяний великий ансамблевий склад провідних та другорядних героїв, залучених у політичне життя країни та повсякденну роботу федерального уряду. У заголовних титрах протягом усіх семи сезонів позначені Еллісон Дженні, Дьюлі Гілл, Джанел Молоуні, Джон Спенсер, Бредлі Вітфорд, Річард Шифф і Мартін Шин; з третього по шостий — Стокард Ченнінґ, що бере участь в інших сезонах як запрошена актриса.
Мойра Келлі залишила «Західне крило» після першого сезону, Роб Лоу — після четвертого, але повернувся у заключні серії серіалу. Його місце у команді зайняв Джошуа Маліна. Було введено також дві нові жіночі ролі, в яких знімалися: Мері Маккормак — з п'ятого сезону та Крістін Ченовет — з шостого. В останніх двох сезонах багатогранно заграли персонажі Джиммі Смітса та Алана Алда.
Джон Спенсер, який створив образ Лео Макгеррі, помер від інфаркту 16 грудня 2005 на 58-му році життя під час зйомок заключного сезону, приблизно через рік після того, як його ж герой ледь не помер від серцевого нападу згідно із сюжетом серіалу. З невеликою промовою на згадку про актора Мартін Шин звернувся до глядачів перед початком показу десятого епізоду, 8 січня 2006 року. Смерть Лео була озвучена у серії «День виборів», що вийшла в ефір 2 квітня.

### Другорядні персонажі
- Тім Метісон — віцепрезидент США Джон Хойнс
- Гарі Коул — віцепрезидент США Боб Рассел (замінив Хойнса на посаді)
- Джон Еймос — адмірал Персі Фітціолус, голова об'єднаного комітету начальників штабів США
- Террі О'Куїн — генерал Ніколас Александер, голова об'єднаного комітету начальників штабів США (замінив Фітціолуса на посаді)
- Анна Девере Сміт — радник з національної безпеки Ненсі Макнеллі
- Кетрін Джустен — особистий секретар президента Делоріс Лендіґем
- Лілі Томлін — особистий секретар президента Дебора Фідерер (замінила Лендіґем)
- Ніколь Робінсон — помічник голови президентської адміністрації Маргарет Гупер
- Олівер Платт — юрисконсульт Білого дому Олівер Бабіш
- Емілі Проктер — республіканка, помічник юрисконсульта Ейнслі Хейс
- Майкл О'Ніл — начальник служби охорони президента Рон Баттерфілд
- Джорджа Фокс — агент секретної служби Джина Тоскано
- Рон Сілвер — політичний консультант із виборчих кампаній Бруно Джинеллі
- Тімоті Басфілд — журналіст Денні Конкеннон
- Марлі Метлін — соціолог, організатор опитувань Джої Лукас
- Мері-Луїз Паркер — лобістка руху з прав жінок Емі Гарднер
- Аннабет Гіш — Ліз (Елізабет) Вестін, старша дочка Бартлетів
- Ніна Семашко — Еллі (Елеонора Емілі), середня дочка Бартлетів
- Елізабет Мосс — Зої Патриція, молодша дочка Бартлетів
- Еллісон Сміт — Меллорі О'Брайн, дочка Лео Макгеррі
- Роджер Рис — лорд Джон Марбері
- Ванесса Лі Честер — молода виборчиця #2

Як запрошені актори на один або кілька епізодів у серіалі періодично з'являлися Едвард Джеймс Олмос і Гленн Клоуз, які зіграли кандидатів на посаду верховних суддів; Крістіан Слейтер — у ролі помічника радника з нацбезпеки Джека Різа; Марк Гармон — у ролі спеціального агента секретної служби Саймона Донована; Метью Перрі — у ролі республіканця, помічника юрисконсульта Джозефа Квінсі; Джон Гудмен — у ролі голови Палати представників та президента США; Іян Макшейн — у ролі старшого працівника російського посольства; Джейсон Айзекс — у ролі фотожурналіста Коліна Айрса.

## Вихід сезонів та трансляція
Шість сезонів виходили на телеканалі NBC увечері в середу о 21-й годині, сьомий — у неділю о 20.00. Загалом випущено 156 епізодів, у тому числі дві спеціальні серії третього сезону: перша — документальний фільм про зйомки шоу (Documentary Special), друга — «Ісаак та Ішмаель» (Isaac and Ishmael), присвячена терактам 11 вересня 2001 року.
| Сезон | Прем'єрний показ                                  | Фінальний показ                      | Кількість серій |
| ----- | ------------------------------------------------- | ------------------------------------ | --------------- |
| 1     | 22 вересня, 1999 Пілотний                         | 17 травня, 2000 «Що це був за день?» | 22              |
| 2     | 4 жовтня, 2000 «У тіні двох бойовиків: частина 1» | 16 травня, 2001 «Два собори»         | 22              |
| 3     | 3 жовтня, 2001 «Ісаак та Ішмаель»                 | 22 травня, 2002 «Posse Comitatus»    | 22              |
| 4     | 25 вересня, 2002 «20 годин по Америці: частина 1» | 14 травня, 2003 «25-та поправка»     | 23              |
| 5     | 24 вересня, 2003 «7A WF 83429»                    | 19 травня, 2004 «День поминання»     | 22              |
| 6     | 20 жовтня, 2004 «Кемп-Девід»                      | 6 квітня, 2005 «2162 голоси»         | 22              |
| 7     | 25 вересня, 2005 «Квиток»                         | 14 травня, 2006 «Завтра»             | 22              |

## Нагороди
Протягом усього показу серіал постійно висувався та брав участь у церемоніях нагородження різних американських та міжнародних премій у галузі кінематографу та телебачення. Результатом стали понад 80 нагород. Як найкращий драматичний серіал «Західне крило» ставав переможцем «Еммі» у 2000—2003 роках та здобув «Золотий глобус—2000». Нагороджений двома преміями Пібоді (1999, 2000).
Лауреатами «Еммі» ставали режисери серіалу: Томас Шламме (двічі — 2000 та 2001) і Кріс Місіано (2003). Премію за найкращий сценарій отримали Аарон Соркін та Рік Клівленд, які написали у співавторстві в першому сезоні 10-ту серію «In Excelsis Deo». Композитор В. Г. Снаффі Волден був нагороджений «Еммі» в номінації «Найкраща велика музична тема» (2000).

### Акторські нагороди
| Персона         | Премія                                                                                     |
| --------------- | ------------------------------------------------------------------------------------------ |
| Алан Алда       | Еммі, Найкращий актор другого плану в драматичному телесеріалі (2006)                      |
| Еллісон Дженні  | Еммі, Найкраща актриса другого плану в драматичному телесеріалі (2000, 2001)               |
| Еллісон Дженні  | Еммі, Найкраща актриса драматичного серіалу (2002, 2004)                                   |
| Еллісон Дженні  | Премія Гільдії кіноакторів США, Найкраща жіноча роль у драматичному серіалі (2000, 2001)   |
| Джон Спенсер    | Еммі, Найкращий актор другого плану в драматичному телесеріалі (2002)                      |
| Бредлі Вітфорд  | Еммі, Найкращий актор другого плану в драматичному телесеріалі (2001)                      |
| Стокард Ченнінґ | Еммі, Найкраща актриса другого плану в драматичному телесеріалі (2002)                     |
| Мартін Шин      | Золотий глобус, Найкращий актор драматичного телесеріалу (2000)                            |
| Мартін Шин      | Премія Гільдії кіноакторів США, Найкраща чоловіча роль у драматичному серіалі (2000, 2001) |
| Річард Шифф     | Еммі, Найкращий актор другого плану в драматичному телесеріалі (2000)                      |

### Номінації
Загалом команда серіалу «Західне крило» була номінована на три десятки премій, висуваючись на нагородження у тій чи іншій категорії понад 260 разів. Так, на їхньому рахунку понад 90 номінацій «Еммі» (1999—2006), 20 номінацій «Золотого глобуса» (1999—2003), п'ять номінацій ALMA (1999—2005) та інші. Більшість основного акторського складу та знімальної групи неодноразово виявлялася серед претендентів, але так і не була відзначені нагородами. Наприклад, Мартін Шин шість разів номінувався як найкращий драматичний актор на «Еммі», Джанел Молоуні — двічі, по одному разу — Роб Лоу, Мері-Луїз Паркер та Дьюлі Гілл; як запрошені актори — Тім Метісон, Олівер Платт, Метью Перрі, Рон Сілвер і Марк Гермон.